# (21113) 1992 RG4
(21113) 1992 RG4 est un astéroïde de la ceinture principale d'astéroïdes découvert en 1992.

## Description
(21113) 1992 RG4 a été découvert le 2 septembre 1992 à l'observatoire de La Silla, au Chili, par Eric Walter Elst.

### Caractéristiques orbitales
L'orbite de cet astéroïde est caractérisée par un demi-grand axe de 2,36 UA, un périhélie de 1,90 UA, une excentricité de 0,19 et une inclinaison de 6,96° par rapport à l'écliptique. Du fait de ces caractéristiques, à savoir un demi-grand axe compris entre 2 et 3,2 UA et un périhélie supérieur à 1,666 UA, il est classé, selon la JPL Small-Body Database, comme objet de la ceinture principale d'astéroïdes.

### Caractéristiques physiques
(21113) 1992 RG4 a une magnitude absolue (H) de 15,6 et un albédo estimé à 0,202.